# Antonino Cascino
Antonino Cascino (Piazza Armerina, 14 september 1862 – Quisca, 29 september 1917) was een Italiaanse generaal.

## Biografie
Als generaal van een divisie was hij de eerste Italiaanse generaal die Gorizia betrad in 1916, aan het hoofd van de Brigade "Avellino", die voornamelijk bestond uit Sicilianen. Direct daarna werd de brigade in de eerste linies ingezet tegen de Oostenrijkers op de San Marco berg, waar onder leiding van Antonino Cascino zij hun waarde wisten te tonen. Na de strijd bij Vodice, waarvoor hij werd onderscheiden met een zilveren medaille, werd Cascino gepromoveerd tot luitenant generaal, hoofd van de 8e divisie, bestaande uit de brigades "Avellino" en "Forlì".
Zijn volgende doel was de verovering van de Monte Santo (Heilige Berg), die strategisch van belang was in deze strijd. Hij slaagde in deze operatie, na een aantal aanvallen waarbij ernstige verliezen zijn opgetreden. Uit bewondering voor generaal Cascino, kwam de wereldberoemde dirigent Arturo Toscanini naar de Monte Santo om daar een militair orkest te dirigeren, die van 25 tot 29 augustus 1917 volksliederen en patriottische liederen speelden in het zicht van de Oostenrijkers. Tijdens de volgende poging om de Monte San Gabriele te veroveren, raakte op 15 september 1917 Cascino ernstig gewond in zijn dijbeen door een Oostenrijkse granaatscherf.
Hij weigerde om eerst te herstellen in het ziekenhuis, en prefereerde zijn aanwezigheid in de strijd. Na 12 dagen van doodstrijd stierf Cascino in het ziekenhuis van Quisca.
Een van hem overgeleverde uitspraak luidt: "Siate la valanga che sale!" (Weest de lawine die opstijgt!), gericht aan zijn soldaten, die zich opmaakten voor de taak die hij zelf wilde leiden. Die zin is terug te vinden op het monument ter ere van hem, midden in het centrum van zijn geboorteplaats, op het plein dat zijn naam draagt.

## Afbeeldingen

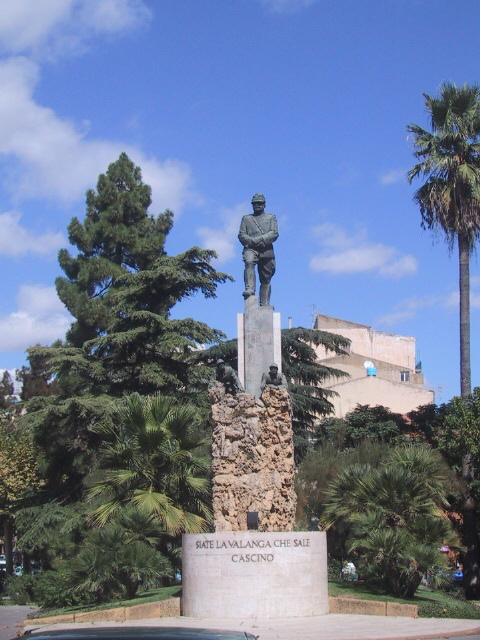
Generaal A. Cascino